# فیلیپس هیو

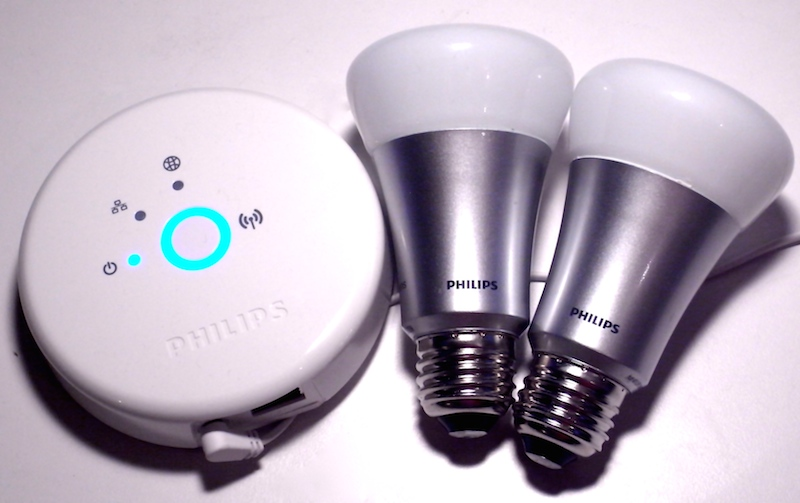
یک هاب فیلیپس هیو نسل اول به همراه دو عدد لامپ ال ای دی دارای قابلیت تغییر رنگ

فیلیپس هیو (به انگلیسی: Philips Hue) نام یک سری لامپ‌های هوشمند ال‌ای‌دی همراه با قابلیت تغییر رنگ شرکت فیلیپس است. این لامپ‌های رنگی اولین محصول در نوع خود به حساب می‌آیند و به عنوان بهترین محصول سال ۲۰۱۲ لقب گرفته‌اند. شرکت فیلیپس این محصول را در اکتبر سال ۲۰۱۲ معرفی کرد و در سالهای ۲۰۱۵ و ۲۰۱۶ این محصولات به روز رسانی شدند.

## مفهوم و طراحی
سیستم فیلیپس هیو در سال ۲۰۱۲ و به‌طور انحصاری در اپل‌استور روانه بازار شد. سیستم هیو به عنوان اولین لوازم روشنایی قابل کنترل توسط آی اُ اِس به بازار عرضه شد. این محصول از پروتوکول روشنایی زیگ بی جهت برقراری ارتباط و کنترل از طریق اپ گوشی هوشمند به واسطه وای-فای کار می‌کند. سیستم ابتدایی آن قابلیت ایجاد روشنایی ۶۰۰ لومن را دارد این در حالی است که سری جدید این محصول توانایی تولید روشنایی تا ۸۰۰ لومن را نیز داراست. سیستم جدید همچنین دارای سازگاری با هم کیت اپل است.

## نگرانی‌های امنیتی
مشکلات امنیتی این لامپ‌ها شامل کنترل آنها توسط مهاجمان اینترنتی است. از دیگر نگرانی‌ها کنترل آنها توسط یک پهباد در خارج از خانه است.

## مقبولیت و پذیرش میان مخاطبان
در مقاله ای از فوربز سات پورجز فیلیپس هیو را بهترین محصول سال ۲۰۱۲ می‌خواند. مجله پی‌سی مگزین نیز در بازخورد و بررسی خود از این محصول آن را انتخاب سردبیران معرفی می‌کند و می‌گوید این محصول هوشمندانه، مقرون به صرفه و دارای امکانات بسیار است.